# 平托雷科多區
6°22′41″S 76°36′25″W / 6.3781°S 76.6070°W
平托雷科多區（西班牙語：Distrito de Pinto Recodo），是秘魯的一個區，位於該國中北部聖馬丁大區的拉馬斯省，始建於1962年2月2日，面積524.1平方公里，海拔高度300米，2005年人口8,704，人口密度每平方公里17人。